# Юъян
Юъян е град в провинция Хунан, Югоизточен Китай. Разположен е на най-голямата китайска река Яндзъ в североизточната част на провинцията си. Населението му в градската част е 977 036 жители, а по-голямата административна единица включваща и града е с население от 5 476 084 жители (2010 г.). Намира се в часова зона UTC+8. Средната годишна температура е около 17,5 градуса.